# Kelly Paterniti
Kelly Paterniti es una actriz australianana, más conocida por interpretar a Priscilla Smith en la serie Cops: L.A.C., por sus actuaciones en teatro y a Tamara Kingsley en la serie Home and Away.

## Biografía
Kelly Paterniti nació el 6 de diciembre de 1987 en Perth, Australia Occidental con otros dos hermanos. Se involucró con las artes dramáticas desde una edad temprana y, a la edad de 13 años, se inscribió en el John Curtin College of the Arts, una escuela secundaria en Fremantle, Australia Occidental. Después de graduarse de la universidad, Paterniti amplió sus estudios en la Universidad John Curtin, donde actuó en numerosas producciones teatrales, incluidas Romeo y Julieta, Cloudstreet y The Trojan Women. Mientras aún asistía a la universidad, apareció en un cortometraje.

## Carrera
Entre algunas de sus participaciones en teatro se encuentran obras como Romeo and Juliet, Trojan Women, The Popular Mechanicals, The Shawl, Dealing With Clair, Cloudstreet, Oliver, Three Sisters, A Midsummer Night’s Dream, The Merchant of Venice, Cinderella y Two Brids One Stone, entre otras.
En 2007 interpretó a Dannie Bourke en la serie Wormwood. En 2009 apareció como invitada en la segunda temporada de Packed to the Rafters, donde interpretó a Summer; ese mismo año dio vida a Gar Lindi en la serie Stormworld. 
En 2010 se unió al elenco principal del drama australiano Cops: L.A.C., donde interpretó a la oficial a prueba Priscilla "Smithy" Smith. El 1 de octubre de 2012, apareció como personaje recurrente de la popular serie australiana Home and Away, donde interpreta a Tamara Kingsley hasta ahora. En noviembre de 2013, se anunció que Kelly había sido promovida al elenco principal y su última aparición fue el 21 de mayo de 2014.

## Filmografía

### Series de televisión
| Año         | Serie                 | Personaje               | Notas         |
| ----------- | --------------------- | ----------------------- | ------------- |
| 2012 - 2014 | Home and Away         | Tamara Kingsley         | 134 episodios |
| 2010        | Cops: L.A.C.          | Oficial Priscilla Smith | 13 episodios  |
| 2009        | Packed to the Rafters | Summer                  | 4 episodios   |
| 2009        | Stormworld            | Gar Lindi               | 8 episodios   |
| 2007        | Wormwood              | Dannie Bourke           | 12 episodios  |

### Películas
| Año  | Película              | Personaje             | Notas                                                               |
| ---- | --------------------- | --------------------- | ------------------------------------------------------------------- |
| 2013 | Fruit                 | Evie                  | corto - junto a Ella Scott Lynch, Daniel Krige & Katherine Shearer  |
| 2012 | Redd Inc.             | Annabelle Hale        | junto a Nicholas Hope, Sam Rei, Ella Scott Lynch & Felix Williamson |
| 2011 | Sleeping Beauty       | Estudiante en el Baño | junto a Emily Browning, Rachael Blake & Ewen Leslie                 |
| 2011 | The Example           | Sam                   | corto - junto a John Batchelor                                      |
| 2010 | Griff the Invisible   | Gina                  | junto a Marshall Napier, Anthony Phelan & Toby Schmitz              |
| 2006 | Some Dreams Come True | Julia                 | corto                                                               |

### Teatro
| Año  | Obra                | Personaje | Director (a)   | Teatro              | Notas                                                            |
| ---- | ------------------- | --------- | -------------- | ------------------- | ---------------------------------------------------------------- |
| 2010 | Three Sisters       | Irina     | Kate Revz      | -                   | junto a Megan O'Connell & Georgia Adamson                        |
| 2010 | Two Birds One Stone | June      | Caroline Craig | SBW Stables Theatre | junto a Sarah Snook, Adam Roberts & Lynden Jones                 |
| 2009 | Dealing With Clair  | Anna      | Cristabel Sved | Griffin Theatre     | junto a Laura Brent, Sarah Becker, Josh McConville & Ed Wightman |